# Dan Cassidy
Dan Cassidy (Hollywood, 29 aprile 1961) è un ex tennista statunitense.

## Carriera
In carriera ha vinto un titolo nel singolare, il Melbourne Outdoor nel 1985. Nei tornei del Grande Slam ha ottenuto il suo miglior risultato agli Australian Open raggiungendo il terzo turno nel singolare nel 1984 e nel doppio nel 1985 e nel 1990.

## Statistiche

### Singolare

#### Vittorie (1)
| Numero | Anno            | Torneo                       | Superficie | Avversario in finale | Punteggio |
| 1.     | 1º gennaio 1985 | Melbourne Outdoor, Melbourne | Erba       | John Fitzgerald      | 7-6, 7-6  |

### Doppio

#### Finali perse (1)
| Numero | Anno           | Torneo                                | Superficie  | Compagno    | Avversari in finale            | Punteggio     |
| 1.     | 27 luglio 1986 | U.S. Pro Tennis Championships, Boston | Terra rossa | Mel Purcell | Hans Gildemeister Andrés Gómez | 6-4, 5-7, 0-6 |